# 渡辺兼人
渡辺 兼人（わたなべ かねんど、1947年 - ）は日本の写真家。

## 来歴
1947年（昭和22年）東京都生まれ。兄は人形作家の四谷シモン。1966年（昭和41年）東京綜合写真専門学校に入学。1969年（昭和44年）同校卒業後、同校研究科へ進学。1981年（昭和56年）第7回木村伊兵衛写真賞受賞。2003年（平成15年）京都現代美術館・何必館に全ての作品が永久収蔵される。現在東京綜合写真専門学校講師。

## 受賞歴
- 1981年（昭和56年）第7回木村伊兵衛写真賞（写真集『既視の街』により）

## 写真集
- 1980年（昭和55年）『既視の街』（新潮社）金井美恵子との共著
- 2003年（平成15年）『渡辺兼人』（京都現代美術館 何必館）

## 主な展覧会
- 1973年（昭和48年）「暗黒の夢想」ニコンサロン
- 1974年（昭和49年）「神秘の家、あるいはエルベノンの狂気」シミズ画廊
- 1981年（昭和56年）「既視の街」ニコンサロン
- 1982年（昭和57年）「逆倒都市」ツァイト・フォト・サロン
- 1983年（昭和58年）「類と類型」オリンパス・ギャラリー
- 1985年（昭和60年）「パリ・ニューヨーク・東京」展　つくば写真美術館'85
- 1985年（昭和60年）「人形1973-1983（製作 四谷シモン）」
- 1985年（昭和60年）「ジャック・ザ・リパーに関する断片的資料1973」つくば写真美術館'85
- 1986年（昭和61年）「日本現代写真展」（バルセロナ、マドリード、ビルバオ、バレンシアを巡回）
- 1987年（昭和62年）「YAMATO-TOKYO」Gスペース
- 1988年（昭和63年）「YAMATO-大和」ツァイト・フォト・サロン
- 1990年（平成 2年）「YAMATO-F」朝日ギャラリー
- 1990年（平成 2年）「彷徨・写真・城市」パストレイズ・ギャラリー
- 1992年（平成 4年）「L'ATALANTE」平永町橋ギャラリー
- 1992年（平成 4年）「昭和66年　葉月」ツァイト・フォト・サロン
- 1993年（平成 5年）「YAMATO1987-1990」ピクチャー・フォト・スペース
- 1994年（平成 6年）「神無月迄」ツァイト・フォト・サロン
- 1996年（平成 8年）「水無月の雫」ツァイト・フォト・サロン
- 1998年（平成10年）「半島」エッグギャラリー
- 2000年（平成12年）「孤島」銀座九美洞ギャラリー
- 2000年（平成12年）「島-光の暴力」エッグギャラリー
- 2003年（平成15年）「渡辺兼人 写真展」何必館・京都現代美術館
- 2004年（平成16年）「陰は溶解する蜜蝋の」ツァイト・フォト・サロン
- 2005年（平成17年）「孤島」アートプランニングルーム・青山
- 2006年（平成18年）「雨」ギャラリー山口

## コレクション
- 東京都写真美術館
- 何必館・京都現代美術館